# Miejsce Piastowe (gemeente)

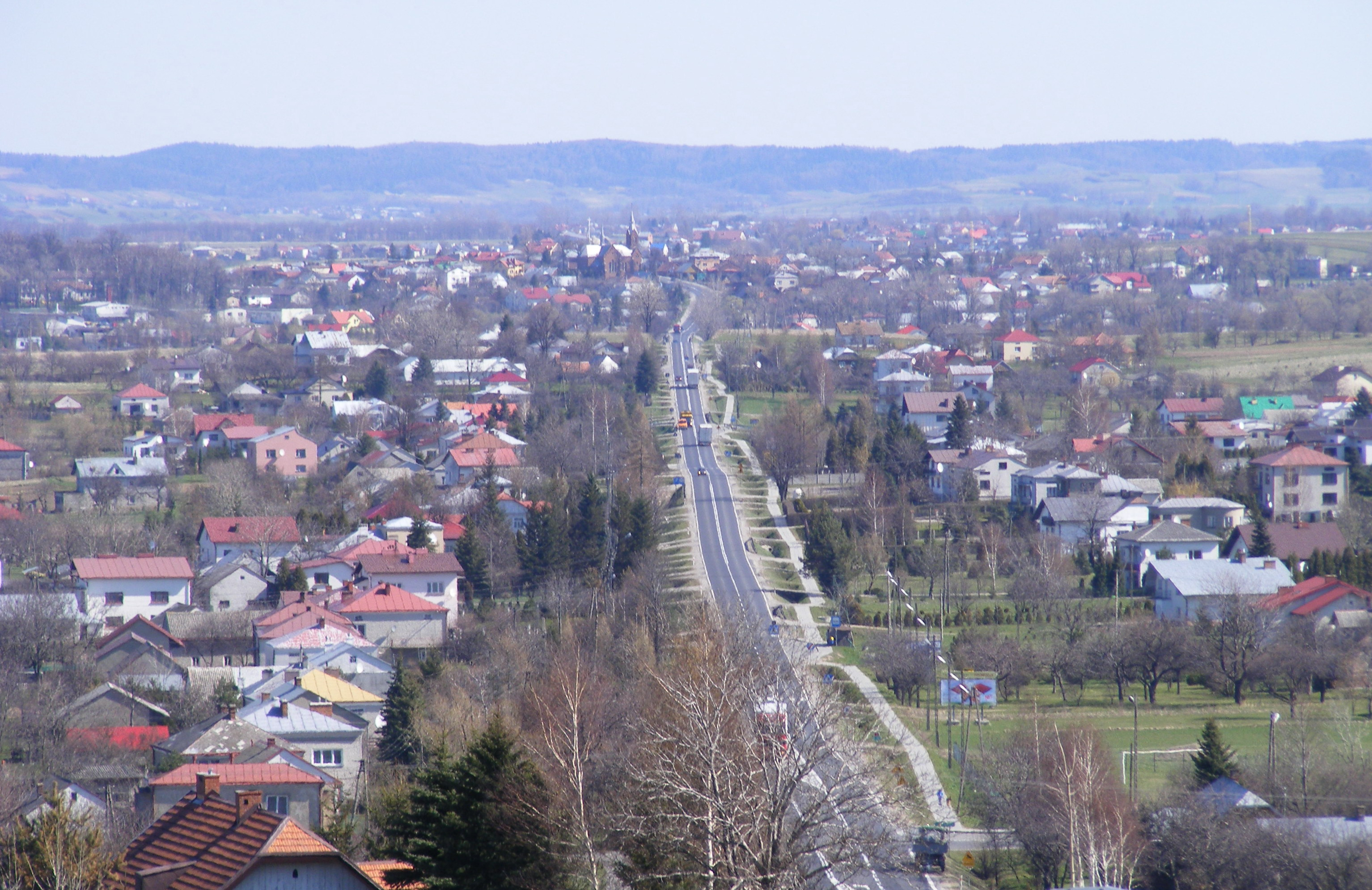
Gemeente Miejsce Piastowe

De gemeente Miejsce Piastowe is een landgemeente in het Poolse woiwodschap Subkarpaten, in powiat Krośnieński.
De zetel van de gemeente is in Miejsce Piastowe.
Op 30 juni 2004 telde de gemeente 13 385 inwoners.

## Oppervlakte gegevens
In 2002 bedroeg de totale oppervlakte van gemeente Miejsce Piastowe 51,46 km², waarvan:
- agrarisch gebied: 81%
- bossen: 7%

De gemeente beslaat 5,57% van de totale oppervlakte van de powiat.

## Demografie
Stand op 30 juni 2004:
| Omschrijving                   | Totaal | Totaal | Vrouwen | Vrouwen | Mannen | Mannen |
| ------------------------------ | ------ | ------ | ------- | ------- | ------ | ------ |
| eenheid                        | aantal | %      | aantal  | %       | aantal | %      |
| inwoners                       | 13 385 | 100    | 6900    | 51,6    | 6485   | 48,4   |
| bevolkingsdichtheid (inw./km²) | 260,1  | 260,1  | 134,1   | 134,1   | 126    | 126    |

In 2002 bedroeg het gemiddelde inkomen per inwoner 1331,35 zł.

## Administratieve plaatsen (sołectwo)
Głowienka, Łężany, Miejsce Piastowe, Niżna Łąka, Rogi, Targowiska, Widacz, Wrocanka, Zalesie.

## Aangrenzende gemeenten
Chorkówka, Dukla, Haczów, Iwonicz-Zdrój, Krosno, Krościenko Wyżne, Rymanów